# Dispariția Alexandrei Roschlauer
Dispariția Alexandrei Roschlauer a fost inițial tratată ca un caz de persoană dispărută, fiind ulterior reclasificată drept o presupusă crimă. În România și Germania, cazul a fost mediatizat pe scară largă în diverse mijloace de informare în masă, atât în ziarele locale și naționale, cât și în presa tabloidă.

## Context
Alexandra Roschlauer, o angajată bancară de origine română care obținuse cetățenia germană, locuia în Nürnberg, Germania. Dispariția sa în decembrie 2022, urmată de presupusa crimă, a dus la arestarea fostului ei partener, omul de afaceri Dejan B., pe 6 septembrie 2023. 
  
B. a fost acuzat de omor 
, deși corpul Alexandrei Acesta a fost acuzat de omor, deși corpul Alexandrei Roschlauer nu a fost niciodată găsit. Probele constau în principal în câteva fire de păr descoperite. La 24 iulie 2024, Dejan B. a fost condamnat la închisoare pe viață.
  
Acuzatul nu a făcut declarații publice despre caz, care se află în prezent în faza de apel în sistemul judiciar german, rămânând în detenție pe durata acestui proces.
Potrivit procurorilor, motivul presupus al crimei ar fi fost de natură financiară, generat de dificultățile economice ale lui Dejan B. și de lăcomia sa. Alexandra Roschlauer s-a mutat din România în Germania în 2003 pentru a se căsători și a obține rezidența. După divorțul din 2007, care a urmat aderării României la Uniunea Europeană, a început o relație cu Dejan B. Cei doi s-au implicat în afaceri imobiliare, achiziționând proprietăți degradate pe care B. le renova prin firmele sale. Cu toate acestea, structurile financiare, drepturile de proprietate și rolurile exacte ale celor implicați nu au fost clarificate nici în instanță, nici de mass-media.

În momentul dispariției, Alexandra Roschlauer era însărcinată în luna a opta. Camerele de supraveghere au surprins-o lăsând copilul adoptiv la grădiniță.
  
Ulterior, o mașină împrumutată de Dejan B. și condusă de partenerul său de afaceri, Ugur T., a fost văzută în apropierea locuinței acesteia. Ugur T. a fost ulterior condamnat.
Trupul Alexandrei Roschlauer nu a fost recuperat, iar nicio probă de sânge nu a fost găsită. Acuzația împotriva lui Dejan B. s-a bazat pe probe circumstanțiale, inclusiv fire de păr găsite într-o casă deținută de Roschlauer și într-o mătură aflată într-un depozit închiriat de B.
  
Depozitul era utilizat pentru stocarea materialelor de construcție necesare mai multor proprietăți, inclusiv locuinței Alexandrei Roschlauer. Instanța a concluzionat că aceasta a fost răpită și ucisă acolo. Ulterior, telefonul mobil al victimei a fost transportat de Ugur T. în Tirolul de Sud, Italia, la aproximativ 400 km de Nürnberg, într-o aparentă încercare de a crea o pistă falsă. Telefonul a fost descoperit ulterior într-un camion polonez cu destinația Roma, șoferul alertând autoritățile după ce dispozitivul a sunat.

Totuși, există speculații cu privire la moartea Alexandrei Roschlauer. Unii cred că aceasta ar fi fost implicată în tranzacții financiare ilegale, ceea ce ar fi determinat-o să fugă din Germania și să creeze urme false către Italia. 

Este interesant că, deși a afirmat că nu vorbește limba română și atât el, cât și Alexandra și-au exprimat antipatia față de România, Dr. Bastian R., partenerul Alexandrei, a fost numit profesor onorific la Universitatea „Petre Andrei” din Iași, la scurt timp după dispariția acesteia.

## Acoperire online
Deși procesul s-a bazat exclusiv pe dovezi circumstanțiale, vinovăția lui Dejan B. a fost rareori contestată în presa mainstream. Totuși, pe forumurile online de tip True Crime, precum HET Forum
  
și Allmystery

discuțiile continuă.
Anumiți utilizatori ai internetului au sugerat că obligațiile financiare ale Alexandrei, în special cele legate de credite, ar fi depășit considerabil veniturile sale, împingând-o într-o situație de îndatorare severă. Se speculează că aceasta ar fi putut fugi în străinătate—posibil în România, Moldova sau Ucraina—pentru a evita urmărirea penală pentru presupuse nereguli financiare, suspiciuni de spălare de bani 
și acuzații false împotriva foștilor parteneri de afaceri, încercând să-și construiască o nouă viață.